# Elisa Martínez Contreras
Elisa Martínez Contreras (sinh khoảng năm 1910 – mất ngày 15 tháng 4 năm 1985) là người vợ đầu tiên của Juan José Arévalo, và Đệ nhất Phu nhân Guatemala trong nhiệm kỳ tổng thống của từ 1945 đến 1951. Bà là một giáo viên tiểu học. Trong khi là Đệ nhất phu nhân, bà đã thành lập nhà bếp súp đầu tiên của Guatemala cho trẻ em vô gia cư.

## Tiểu sử
Elisa Martínez được sinh ra vào khoảng năm 1900, tại Buenos Aires, Argentina, tới Silverio Martínez và Brigida Contreras de Martínez. Sau đó bà được cho là "lớn hơn bốn tuổi" hơn chồng, Arévalo, sinh năm 1904. Ông đến Argentina để học năm 1927, và họ kết hôn vào năm sau. Bà đã tốt nghiệp như là một giáo viên tiểu học năm 1921, và tiếp tục giảng dạy tại một trường học ở Buenos Aires trong hơn hai mươi năm liền.
Khi Arévalo trở về Guatemala năm 1944, Martínez đến cùng ông. Ông đang chạy đua trong cuộc bầu cử tổng thống và chiến thắng, và nhậm chức Tổng thống Guatemala vào ngày 15 tháng 3 năm 1945, phục vụ nhiệm kỳ sáu năm đầy đủ; sau đó bà đã đảm nhận vị trí không chính thức của Đệ nhất phu nhân. Bà cống hiến mình cho công việc tiên phong ở Guatemala trong lĩnh vực dịch vụ xã hội, và thành lập bếp nấu ăn, nhà cho trẻ em vô gia cư, vườn ươm và các tổ chức khác. Elisa Martínez cũng bắt đầu phụ trách các trung tâm chăm sóc ban ngày và trường học. Theo báo cáo, người kế nhiệm của bà là Đệ nhất phu nhân, Maria Cristina Vilanova, khẳng định Martínez yêu cầu bà phụ trách công việc của Martínez trong lễ khánh thành người kế nhiệm Arévalo, Jacobo Arbenz, ngày 15 tháng 3 năm 1951.
Sau khi rời Guatemala sau khi hết nhiệm kỳ của chồng, bà trở về Buenos Aires và tiếp tục giảng dạy tại cùng trường mà bà đã làm việc trước khi khởi hành. Martínez qua đời vào ngày 15 tháng 4 năm 1985, tại Bariloche, Argentina.